# Eden Valley
Eden Valley is een plaats (city) in de Amerikaanse staat Minnesota, en valt bestuurlijk gezien onder Meeker County en Stearns County.

## Demografie
Bij de volkstelling in 2000 werd het aantal inwoners vastgesteld op 866.
In 2006 is het aantal inwoners door het United States Census Bureau geschat op 941, een stijging van 75 (8,7%).

## Geografie
Volgens het United States Census Bureau beslaat de plaats een oppervlakte van
3,3 km², geheel bestaande uit land. Eden Valley ligt op ongeveer 340 m boven zeeniveau.

## Plaatsen in de nabije omgeving
De onderstaande figuur toont nabijgelegen plaatsen in een straal van 20 km rond Eden Valley.